# Tetradactylus
Tetradactylus är ett släkte av ödlor. Tetradactylus ingår i familjen sköldödlor.
Arterna förekommer främst i södra Afrika och norrut till södra Tanzania. De har liksom andra sköldödlor tjocka fjäll på kroppen. Hos vissa medlemmar är extremiteterna förminskade och ibland saknas armarna och händerna helt.
Arter enligt Catalogue of Lifeoch The Reptile Database:
- Tetradactylus africanus
- Tetradactylus breyeri
- Tetradactylus eastwoodae
- Tetradactylus ellenbergeri
- Tetradactylus seps
- Tetradactylus tetradactylus
- Tetradactylus udzungwensis